# Thomas Neill
Thomas Neill (9 giugno 2002) è un nuotatore australiano, specializzato nello stile libero.

## Biografia
E' allenato da Damien Jones.
Il 27 settembre 2020 a Brisbane ai Campionati del Queensland ha stabilito il record mondiale juniores nei 400 metri stile libero in vasca corta, fermando il coronometro a 3'38"00.
Ha rappresentato l'Australia ai Giochi olimpici estivi di Tokyo 2020 e di Parigi 2024, conquistando due medaglie di bronzo nella staffetta 4x200 metri stile libero.

## Palmarès
| Anno | Manifestazione          | Sede      | Evento     | Risultato | Prestazione | Note |
| ---- | ----------------------- | --------- | ---------- | --------- | ----------- | ---- |
| 2019 | Mondiali giovanili      | Budapest  | 400 m sl   | Argento   | 3'46"27     |      |
| 2019 | Mondiali giovanili      | Budapest  | 800 m sl   | Bronzo    | 7'48"65     |      |
| 2019 | Mondiali giovanili      | Budapest  | 1500 m sl  | Argento   | 14'59"19    |      |
| 2019 | Mondiali giovanili      | Budapest  | 4x200 m sl | Bronzo    | 7'15"06     |      |
| 2021 | Giochi olimpici         | Tokyo     | 200 m sl   | 9º        | 1'45"74     |      |
| 2021 | Giochi olimpici         | Tokyo     | 1500 m sl  | 16º       | 15'04"65    |      |
| 2021 | Giochi olimpici         | Tokyo     | 4x200 m sl | Bronzo    | 7'01"84     |      |
| 2022 | Mondiali in vasca corta | Melbourne | 400 m sl   | Argento   | 3'35"05     |      |
| 2022 | Mondiali in vasca corta | Melbourne | 4x100 m sl | Argento   | 3'04"63     |      |
| 2022 | Mondiali in vasca corta | Melbourne | 4x200 m sl | Argento   | 6'46"54     |      |
| 2023 | Mondiali                | Fukuoka   | 4x200m sl  | Bronzo    | 7'02"13     |      |
| 2024 | Giochi olimpici         | Parigi    | 4x200 m sl | Bronzo    | 7'01"98     |      |